# Vero (app)
Vero es una plataforma de red social y una aplicación para teléfonos móviles. Vero dice ser una red libre de publicidad basado en algoritmos que permiten una mejor interacción entre los usuarios.
A fines de febrero de 2018, la compañía ofreció los servicios de Vero de manera gratuita por el primer millón de usuarios registrados, pero debido a la gran demanda inicial la oferta se extendió hasta nuevo aviso. El lanzamiento de esta aplicación se volvió viral, posicionando a Vero en los primeros lugares de la Apple App Store, seguido por el CEO Ayman Hariri y por Saudi Oger.